# 태국의 여자 배우 목록

## 가
- 끄라때

## 나
- 아파시리 니띠폰

## 다
- 제나 데조자

## 라
- 애나 리스

## 마
- 빤왓 멤니

## 바
- 뉴위 빠팃따

## 사
- 아핀야 사쿨자로엔숙
- 능티다 소폰

## 소
- 소니아 코울링

## 아
- 야닌 윗미따난

## 자
- 짜린폰 쭌키앗

## 차
- 추티몬 추엥차로엔수키잉

## 카
- 케무브소른 시리수카
- 봉꼿 콩말라이
- 레나 크리스텐센

## 타
- 낫타윈눗 통미
- 앤 통쁘라솜

## 파
- 라타 퐁암

## 하
- 에이샤 호수완
- 시린 호왕